# Kališe (gmina Železniki)
Kališe – wieś w Słowenii, w gminie Železniki. W 2018 roku liczyła 59 mieszkańców.